# Xu Xin
Xu Xin (chinesisch 許昕 / 许昕, Pinyin Xǔ Xīn; * 8. Januar 1990 in Jiangsu) ist ein chinesischer Tischtennisspieler. Er wurde dreimal im Doppel, zweimal im Mixed und fünfmal mit der Mannschaft Weltmeister. Zudem gewann er mit dem Team olympisches Gold 2016 und 2021 sowie im Einzel einmal den World Cup und zweimal die World Tour Grand Finals.

## Werdegang
| Niederlagen gegen ausländische Spieler | Niederlagen gegen ausländische Spieler | Niederlagen gegen ausländische Spieler | Niederlagen gegen ausländische Spieler |
| Gegner                                 | Datum                                  | Turnier                                | Erg.                                   |
| -------------------------------------- | -------------------------------------- | -------------------------------------- | -------------------------------------- |
| Vladimir Samsonov                      | 25.05.2008                             | Belarus Open                           | 1:4                                    |
| Seo Hyun-deok                          | 19.02.2010                             | Qatar Open                             | 1:4                                    |
| Dimitrij Ovtcharov                     | 20.03.2010                             | German Open                            | 3:4                                    |
| Lee Sang-su                            | 17.06.2011                             | China Open                             | 2:4                                    |
| Timo Boll                              | 25.06.2011                             | China vs. World                        | 2:3                                    |
| Vladimir Samsonov                      | 30.09.2012                             | World Cup                              | 2:4                                    |
| Kōki Niwa                              | 13.03.2015                             | Asian Cup                              | 1:3                                    |
| Chuang Chih-Yuan                       | 14.04.2016                             | Olympiaqualifikation                   | 2:4                                    |
| Jun Mizutani                           | 17.08.2016                             | Olympische Spiele (Team)               | 2:3                                    |
| Wong Chun Ting                         | 17.09.2016                             | China Open                             | 3:4                                    |
| Kōki Niwa                              | 15.04.2017                             | Asienmeisterschaft                     | 1:3                                    |
| Lee Sang-su                            | 11.11.2017                             | German Open                            | 0:4                                    |
| Lim Jonghoon                           | 31.05.2018                             | China Open                             | 1:4                                    |
| Jang Woojin                            | 20.07.2018                             | Korea Open                             | 1:4                                    |
| Simon Gauzy                            | 24.04.2019                             | Weltmeisterschaft                      | 2:4                                    |
| Liam Pitchford                         | 08.03.2020                             | Qatar Open                             | 2:4                                    |
| Mattias Falck                          | 27.11.2020                             | WTT Macao                              | 1:3                                    |
| Patrick Franziska                      | 16.03.2022                             | Singapore Smash                        | 2:3                                    |

2007 nahm Xu Xin zum ersten Mal an einer Weltmeisterschaft teil, wo er im Doppel ins Achtelfinale kam. Seit 2008 war er verstärkt international aktiv, sodass er im Februar 2009 in die Top 100 der Weltrangliste vorstieß. In diesem Jahr erzielte er bei der Asienmeisterschaft seinen ersten internationalen Erfolg, als er mit Ma Long im Doppel Erster wurde, bei der Weltmeisterschaft holten sie Silber. Im Dezember befand Xu Xin sich bereits in den Top 20, und nach dem Gewinn der Silbermedaille bei den Pro Tour Grand Finals und dem Sieg bei den Kuwait Open – seine erste Goldmedaille im Einzel – rückte er in die Top 10 vor, die er danach nicht mehr verließ.
2010 gewann er erstmals WM-Gold mit der Mannschaft, und 2011 wurde er Weltmeister im Doppel. Im Jahr darauf holte er wieder WM-Gold im Team und nahm erstmals am World Cup teil, belegte dort aber nach Niederlagen gegen Ma Long und Vladimir Samsonov nur den vierten Platz. Dafür siegte er im Doppel bei vier und im Einzel bei drei World Tour-Turnieren, im Einzel gewann er auch die Grand Finals. Infolgedessen belegte er in der Weltrangliste vom Januar 2013 zum ersten Mal Platz 1.

Verlauf der Weltranglistenposition

2013 konnte er erneut die Grand Finals und durch seinen Halbfinaleinzug bei der Weltmeisterschaft seine erste WM-Einzelmedaille gewinnen. Zudem holte er nach einem Finalsieg über Vladimir Samsonov Gold beim World Cup. Im Doppel feierte er 2014 zwar keine großen Erfolge, dafür gewann er mit dem Team zum dritten Mal die Weltmeisterschaft und im Einzel die Asienspiele. Zudem stand er ab März 2014 zwölf Monate lang auf Platz 1 der Weltrangliste und verlor 2013 und 2014 kein einziges Spiel gegen nicht-chinesische Spieler.
Bei der Tischtennis-WM 2015 trat Xu in allen drei Wettbewerben an, schied im Einzel bereits im Achtelfinale gegen Fang Bo aus, holte aber Gold im Doppel mit Zhang Jike und im Mixed mit Yang Ha-eun. Als Teil des chinesischen Teams, das jeweils Gold gewann, nahm er 2016 an den Olympischen Spielen und zum vierten Mal an der Team-WM teil. Beim World Cup unterlag er im Finale Fan Zhendong. 2017 konnte er im Achtelfinale der Weltmeisterschaft nach Abwehr von fünf Matchbällen Lin Gaoyuan und im Viertelfinale Tomokazu Harimoto schlagen, bevor er Ma Long unterlag und somit Bronze gewann. Mit Fan Zhendong wurde er zum dritten Mal Doppel-Weltmeister.
Bei den China Open im Juni 2017 boykottierten Xu Xin, Ma Long und Fan Zhendong ihre Achtelfinalpartien. Dies geschah aus Protest dagegen, dass Trainer Liu Guoliang zu einem von 15 Vizepräsidenten „befördert“ worden war und somit sein Traineramt verloren hatte. Zuschauer vor Ort äußerten ihre Unterstützung für Liu Guoliang. Das chinesische Sportministerium kündigte Konsequenzen an. Auch andere chinesische Nationalspieler bekundeten auf Weibo ihre Unterstützung, entsprechende Einträge wurden jedoch nachträglich gelöscht. Am nächsten Tag wurden auf den Weibo-Seiten der Spieler identisch lautende Entschuldigungen veröffentlicht. In der Woche darauf wurden alle für die Australian Open gemeldeten männlichen chinesischen Spieler (darunter Xu Xin und Fan Zhendong) wieder abgemeldet. Ende Oktober verurteilte die ITTF die drei boykottierenden Spieler zu einer Strafzahlung von jeweils 20.000 Dollar, international hatten sie zwischen September und November ihre ersten Auftritte seit den China Open, sodass Xu Xin für einen Monat wegen Inaktivität aus der Weltrangliste herausfiel.
2018 wurde er wieder Weltmeister mit dem Team, 2019 zum zweiten Mal Mixed-Weltmeister, wobei er im Einzel aber überraschend bereits in der dritten Runde gegen Simon Gauzy ausschied, wodurch zum ersten Mal seit 2003 nicht zwei Chinesen ins Einzel-Finale kamen. Im Juli erreichte er trotzdem zum ersten Mal seit über vier Jahren wieder die Spitze der Weltrangliste, nachdem er bei den Japan Open Gold im Einzel, Doppel und Mixed gewonnen hatte.
Im Jahr 2020 gewann er nach einem Finalsieg über Ma Long das erste Turnier der World Tour, die German Open, bei den ITTF Finals Ende des Jahres kam er ins Halbfinale. 2021 konnte er zum zweiten Mal an den Olympischen Spielen teilnehmen – erneut aber nicht im Einzel – und gewann mit Liu Shiwen Silber im Mixed sowie mit der Mannschaft die Goldmedaille. Im selben Jahr wurde er Vizepräsident der Asiatischen Tischtennis-Union ATTU. An der Weltmeisterschaft nahm er zum ersten Mal seit 2008 nicht teil.
Im März 2022 trat Xu beim Singapore Smash an, seitdem nahm er an keinen internationalen Turnieren mehr teil.

## Privat
Xu Xin heiratete 2016 die frühere chinesische Tischtennisnationalspielerin Yao Yan. Mit ihr hat er einen Sohn (* 2019).

## Trivia
2012 erschienen Briefmarken mit einem Bild von Xu Xin.

## Turnierergebnisse
Match Play Statistics.
| Verband         | Veranstaltung                      | Jahr | Ort            | Land | Einzel        | Doppel        | Mixed         | Team |
| --------------- | ---------------------------------- | ---- | -------------- | ---- | ------------- | ------------- | ------------- | ---- |
| CHN             | Asienmeisterschaft                 | 2019 | Yogyakarta     | IDN  | Gold          | Silber        | Gold          | 1    |
| CHN             | Asienmeisterschaft                 | 2017 | Wuxi           | CHN  | Viertelfinale |               |               | 1    |
| CHN             | Asienmeisterschaft                 | 2015 | Pattaya        | THA  | Silber        | Gold          |               | 1    |
| CHN             | Asienmeisterschaft                 | 2013 | Busan          | KOR  | Halbfinale    | Silber        |               | 1    |
| CHN             | Asienmeisterschaft                 | 2011 | Macau          | MAC  | Halbfinale    |               | Gold          | 1    |
| CHN             | Asienmeisterschaft                 | 2009 | Lucknow        | IND  | Halbfinale    | Gold          | Halbfinale    | 1    |
| CHN             | Asienmeisterschaft ATTU (Junioren) | 2006 | Kitakyushu     | JPN  | Halbfinale    | Silber        |               |      |
| CHN             | Asienmeisterschaft ATTU (Junioren) | 2005 | New Delhi      | IND  |               |               |               | 1    |
| CHN             | Asian Cup                          | 2016 | Dubai          | UAE  | Gold          |               |               |      |
| CHN             | Asian Cup                          | 2015 | Jaipur         | IND  | Gold          |               |               |      |
| CHN             | Asian Cup                          | 2013 | Hong Kong      | HKG  | Gold          |               |               |      |
| CHN             | Asian Cup                          | 2011 | Changsha       | CHN  | Silber        |               |               |      |
| CHN             | Asian Cup                          | 2010 | Guangzhou      | CHN  | 3. Platz      |               |               |      |
| CHN             | Asienspiele                        | 2014 | Suwon          | KOR  | Gold          | Silber        |               | 1    |
| CHN             | Asienspiele                        | 2010 | Guangzhou      | CHN  |               | Silber        | Gold          | 1    |
| CHN             | Olympische Spiele                  | 2021 | Tokio          | JPN  |               |               | Silber        | 1    |
| CHN             | Olympische Spiele                  | 2016 | Rio de Janeiro | BRA  |               |               |               | 1    |
| CHN             | World Tour                         | 2020 | Doha           | QAT  | Halbfinale    | Gold          |               |      |
| CHN             | World Tour                         | 2020 | Magdeburg      | GER  | Gold          |               | Gold          |      |
| CHN             | World Tour                         | 2019 | Bremen         | GER  | Silber        | Gold          | Gold          |      |
| CHN             | World Tour                         | 2019 | Stockholm      | SWE  | Viertelfinale | Gold          | Gold          |      |
| CHN             | World Tour                         | 2019 | Geelong        | AUS  | Gold          | Halbfinale    |               |      |
| CHN             | World Tour                         | 2019 | Busan          | KOR  | Gold          | Gold          | Silber        |      |
| CHN             | World Tour                         | 2019 | Sapporo        | JPN  | Gold          | Gold          | Gold          |      |
| CHN             | World Tour                         | 2019 | Shenzhen       | CHN  | Halbfinale    |               | Viertelfinale |      |
| CHN             | World Tour                         | 2019 | Doha           | QAT  | Halbfinale    |               | Gold          |      |
| CHN             | World Tour                         | 2019 | Budapest       | HUN  | Halbfinale    | Gold          | Gold          |      |
| CHN             | World Tour                         | 2018 | Linz           | AUT  | Silber        |               | Gold          |      |
| CHN             | World Tour                         | 2018 | Stockholm      | SWE  | Silber        |               |               |      |
| CHN             | World Tour                         | 2018 | Panagjurischte | BUL  | Gold          | Gold          |               |      |
| CHN             | World Tour                         | 2018 | Geelong        | AUS  | Gold          |               |               |      |
| CHN             | World Tour                         | 2018 | Shenzhen       | CHN  | letzte 32     | Halbfinale    |               |      |
| CHN             | World Tour                         | 2018 | Bremen         | GER  | Silber        | Gold          |               |      |
| CHN             | World Tour                         | 2018 | Doha           | QAT  | Halbfinale    | Gold          |               |      |
| CHN             | World Tour                         | 2017 | Stockholm      | SWE  | Gold          | Gold          |               |      |
| CHN             | World Tour                         | 2017 | Chengdu        | CHN  | letzte 16     | Halbfinale    |               |      |
| CHN             | World Tour                         | 2016 | Chengdu        | CHN  | Viertelfinale | Silber        |               |      |
| CHN             | World Tour                         | 2016 | Incheon        | KOR  | Gold          | Gold          |               |      |
| CHN             | World Tour                         | 2016 | Tokio          | JPN  | Silber        | Gold          |               |      |
| CHN             | World Tour                         | 2016 | Doha           | QAT  | Halbfinale    | letzte 16     |               |      |
| CHN             | World Tour                         | 2016 | Kuwait City    | KUW  | Halbfinale    | Gold          |               |      |
| CHN             | World Tour                         | 2015 | Stockholm      | SWE  | Silber        | Gold          |               |      |
| CHN             | World Tour                         | 2015 | Warschau       | POL  | Halbfinale    | Viertelfinale |               |      |
| CHN             | World Tour                         | 2015 | Chengdu        | CHN  | Silber        | Gold          |               |      |
| CHN             | World Tour                         | 2015 | Kobe           | JPN  | Gold          | Gold          |               |      |
| CHN             | World Tour                         | 2015 | Kuwait City    | KUW  | Silber        | Silber        |               |      |
| CHN             | World Tour                         | 2014 | Stockholm      | SWE  | Halbfinale    | Silber        |               |      |
| CHN             | World Tour                         | 2014 | Incheon City   | KOR  | Gold          | letzte 8      |               |      |
| CHN             | World Tour                         | 2014 | Chengdu        | CHN  | Silber        | Silber        |               |      |
| CHN             | World Tour                         | 2014 | Doha           | QAT  | Gold          | Viertelfinale |               |      |
| CHN             | World Tour                         | 2013 | Stockholm      | SWE  | Halbfinale    | Gold          |               |      |
| CHN             | World Tour                         | 2013 | Suzhou         | CHN  | Silber        | Gold          |               |      |
| CHN             | World Tour                         | 2013 | Changchun      | CHN  | Halbfinale    |               |               |      |
| CHN             | World Tour                         | 2013 | Incheon        | KOR  | Gold          | Halbfinale    |               |      |
| CHN             | World Tour                         | 2013 | Doha           | QAT  | Halbfinale    | letzte 16     |               |      |
| CHN             | World Tour                         | 2013 | Kuwait City    | KUW  | Halbfinale    | Gold          |               |      |
| CHN             | World Tour                         | 2012 | Ekaterinburg   | RUS  | Gold          | Gold          |               |      |
| CHN             | World Tour                         | 2012 | Suzhou         | CHN  | Halbfinale    | Gold          |               |      |
| CHN             | World Tour                         | 2012 | Shanghai       | CHN  | Gold          | Halbfinale    |               |      |
| CHN             | World Tour                         | 2012 | Incheon City   | KOR  | Silber        | Gold          |               |      |
| CHN             | World Tour                         | 2012 | Doha           | QAT  | Gold          | Gold          |               |      |
| CHN             | World Tour                         | 2012 | Velenje        | SLO  | Halbfinale    | Silber        |               |      |
| CHN             | World Tour                         | 2012 | Budapest       | HUN  | Halbfinale    | Silber        |               |      |
| CHN             | Pro Tour                           | 2011 | Schwechat      | AUT  | Halbfinale    | letzte 16     |               |      |
| CHN             | Pro Tour                           | 2011 | Suzhou         | CHN  | Viertelfinale | Halbfinale    |               |      |
| CHN             | Pro Tour                           | 2011 | Shenzen        | CHN  | letzte 32     | Viertelfinale |               |      |
| CHN             | Pro Tour                           | 2011 | Dubai          | UAE  | letzte 16     | Silber        |               |      |
| CHN             | Pro Tour                           | 2011 | Doha           | QAT  | Gold          | Gold          |               |      |
| CHN             | Pro Tour                           | 2011 | Sheffield      | ENG  | Viertelfinale | Gold          |               |      |
| CHN             | Pro Tour                           | 2011 | Velenje        | SLO  | Gold          | Halbfinale    |               |      |
| CHN             | Pro Tour                           | 2010 | Suzhou         | CHN  | Halbfinale    | Gold          |               |      |
| CHN             | Pro Tour                           | 2010 | Berlin         | GER  | letzte 16     | Halbfinale    |               |      |
| CHN             | Pro Tour                           | 2010 | Kuwait City    | KUW  | Gold          | Silber        |               |      |
| CHN             | Pro Tour                           | 2010 | Doha           | QAT  | letzte 64     | Silber        |               |      |
| CHN             | Pro Tour                           | 2009 | Sheffield      | ENG  | Halbfinale    | Halbfinale    |               |      |
| CHN             | Pro Tour                           | 2009 | Su Zhou        | CHN  | letzte 16     | Silber        |               |      |
| CHN             | Pro Tour                           | 2009 | Doha           | QAT  | Viertelfinale | Gold          |               |      |
| CHN             | Pro Tour                           | 2009 | Frederikshavn  | DEN  | letzte 32     | Gold          |               |      |
| CHN             | Pro Tour                           | 2009 | Velenje        | SVN  | Halbfinale    | Gold          |               |      |
| CHN             | Pro Tour                           | 2008 | Shanghai       | CHN  | Halbfinale    | Halbfinale    |               |      |
| CHN             | Pro Tour                           | 2008 | Minsk          | BLR  | Silber        |               |               | 1    |
| CHN             | ITTF Finals                        | 2020 | Zhengzhou      | CHN  | Halbfinale    |               |               |      |
| CHN             | World Tour Grand Finals            | 2019 | Zhengzhou      | CHN  | Halbfinale    | Gold          | Gold          |      |
| CHN             | World Tour Grand Finals            | 2018 | Grand Finals   | KOR  | Viertelfinale |               |               |      |
| CHN             | World Tour Grand Finals            | 2017 | Astana         | KAZ  | Viertelfinale |               |               |      |
| CHN             | World Tour Grand Finals            | 2016 | Doha           | QAT  | Halbfinale    |               |               |      |
| CHN             | World Tour Grand Finals            | 2015 | Lissabon       | POR  | Halbfinale    |               |               |      |
| CHN             | World Tour Grand Finals            | 2013 | Dubai          | UAE  | Gold          |               |               |      |
| CHN             | World Tour Grand Finals            | 2012 | Hangzhou       | CHN  | Gold          |               |               |      |
| CHN             | Pro Tour Grand Finals              | 2011 | London         | ENG  | Viertelfinale |               |               |      |
| CHN             | Pro Tour Grand Finals              | 2009 | Macau          | MAC  | Silber        |               |               |      |
| CHN             | Weltmeisterschaft                  | 2019 | Budapest       | HUN  | letzte 32     |               | Gold          |      |
| CHN             | Weltmeisterschaft                  | 2018 | Halmstad       | SWE  |               |               |               | 1    |
| CHN             | Weltmeisterschaft                  | 2017 | Düsseldorf     | GER  | Halbfinale    | Gold          |               |      |
| CHN             | Weltmeisterschaft                  | 2016 | Kuala Lumpur   | MAS  |               |               |               | 1    |
| CHN             | Weltmeisterschaft                  | 2015 | Suzhou         | CHN  | letzte 16     | Gold          | Gold          |      |
| CHN             | Weltmeisterschaft                  | 2014 | Tokio          | JPN  |               |               |               | 1    |
| CHN             | Weltmeisterschaft                  | 2013 | Paris          | FRA  | Halbfinale    |               |               |      |
| CHN             | Weltmeisterschaft                  | 2012 | Dortmund       | GER  |               |               |               | 1    |
| CHN             | Weltmeisterschaft                  | 2011 | Rotterdam      | NED  | letzte 16     | Gold          |               |      |
| CHN             | Weltmeisterschaft                  | 2010 | Moskau         | RUS  |               |               |               | 1    |
| CHN             | Weltmeisterschaft                  | 2009 | Yokohama       | JPN  | letzte 32     | Silber        | Viertelfinale |      |
| CHN             | Weltmeisterschaft                  | 2007 | Zagreb         | HRV  |               |               | letzte 16     |      |
| CHN             | World Cup                          | 2016 | Saarbrücken    | GER  | Silber        |               |               |      |
| CHN             | World Cup                          | 2013 | Verviers       | BEL  | Gold          |               |               |      |
| CHN             | World Cup                          | 2012 | Liverpool      | ENG  | 4. Platz      |               |               |      |
| CHN             | WTC-World Team Cup                 | 2019 | Tokio          | JPN  |               |               |               | 1    |
| CHN             | WTC-World Team Cup                 | 2018 | London         | GBR  |               |               |               | 1    |
| CHN             | WTC-World Team Cup                 | 2015 | Dubai          | UAE  |               |               |               | 1    |
| CHN             | WTC-World Team Cup                 | 2013 | Guangzhou      | CHN  |               |               |               | 1    |
| CHN             | WTC-World Team Cup                 | 2011 | Magdeburg      | GER  |               |               |               | 1    |
| CHN             | WTC-World Team Cup                 | 2010 | Dubai          | UAE  |               |               |               | 1    |
| CHN             | WTC-World Team Cup                 | 2009 | Linz           | AUT  |               |               |               | 1    |
| CHN             | World Junior Circuit               | 2006 | Taiyuan        | CHN  | Silber        |               |               |      |
| CHN             | World Junior Circuit               | 2005 | Taiyuan        | CHN  | Viertelfinale |               |               |      |
| Ergebnisquelle: |                                    |      |                |      |               |               |               |      |